# Luciana Wolf
Rosa Luciana Bagués Tomás (Zaragoza, 26 de mayo de 1946), más conocida por su nombre artístico Luciana Wolf, es una cantante española.

## Biografía
Tras estudiar música con Lola Rodríguez Aragón, se establece en Madrid en 1964, donde un año más tarde contrae matrimonio con Juan Manuel Wolf, colaborador de Fernando García de la Vega en Televisión española.
Iniciada su trayectoria artística, en 1968 la discográfica Philips le ofrece la oportunidad de grabar el que sería su primer sencillo, No quiero volver a empezar, publicado en 1967. 
En los siguientes tres años graba ocho nuevos singles, entre los que destaca En la gran ciudad (1969), compuesto por Fernando Arbex. En 1971 edita su primer LP, Luciana Wolf y participa en el concurso musical de televisión Canción 71. 
Un año después publica Para la paz del mundo, con su nuevo discográfica Ariola. Su siguiente trabajo fue Canciones para el atardecer (1973), de inspiración latina. Durante esa época, además, colabora en el programa de TVE Tarde para todos.
Tras grabar el sencillo El toro de la vida en 1974 se retiró del mundo artístico.
Tras afiliarse al Partido Popular en 1977, se dedicó a la política durante la década de 1980 y principios de 1990, hasta que en 1994 decidió retirarse también de ese ámbito, tras ser destituida del cargo de responsable de Cultura en la Junta de Barajas del Ayuntamiento de Madrid.
Su primer marido fue Juan Manuel Wolf. 
Está casada con Rafael Puerta, que ejerció la profesión de director de publicidad de una empresa de electrodomésticos.